# 구리고등학교
구리고등학교(九里高等學校)는 대한민국 경기도 구리시 수택동에 있는 공립 고등학교이다.

## 학교 연혁
- 1986년 12월 1일 : 구리고등학교 설립 인가 (24개 학급)
- 1987년 3월 1일 : 초대 교장 김홍원 취임
- 1987년 3월 4일 : 축구부 창단식
- 1999년 5월 13일 : 웅비관(체육관) 준공
- 2000년 9월 30일 : 교실 9개실 증축 및 급식시설 완비
- 2003년 11월 22일 : 용비당(축구부 기숙사) 준공
- 2009년 10월 22일 : 과학중점학교 지정 (교육과학기술부장관)
- 2018년 3월 1일 : 교육부지정 과학중점학교 및 자율학교 운영
- 2021년 3월 1일 : 경기도교육청지정 고교학점제 선도학교 지정
- 2022년 9월 1일 : 제12대 심한수 교장 취임
- 2023년 12월 27일 : 제35회 졸업식 (185명, 졸업생누계 13,879명)
- 2024년 3월 4일 : 제38회 입학식 (8학급 188명)

## 참고 자료
- 구리고등학교 - 한국교육학술정보원 학교알리미